# Julémont
 (juillet 2020).
Si vous disposez d'ouvrages ou d'articles de référence ou si vous connaissez des sites web de qualité traitant du thème abordé ici, merci de compléter l'article en donnant les références utiles à sa vérifiabilité et en les liant à la section « Notes et références ».
Julémont est une section de la ville belge de Herve, située en Région wallonne dans la province de Liège.

## Géographie
Le village se trouve sur une légère crête séparant les vallées de la Berwinne et du Bolland, à une quinzaine de kilomètres au nord-est de la ville de Liège, sur la route qui relie Herve à la frontière néerlandaise.

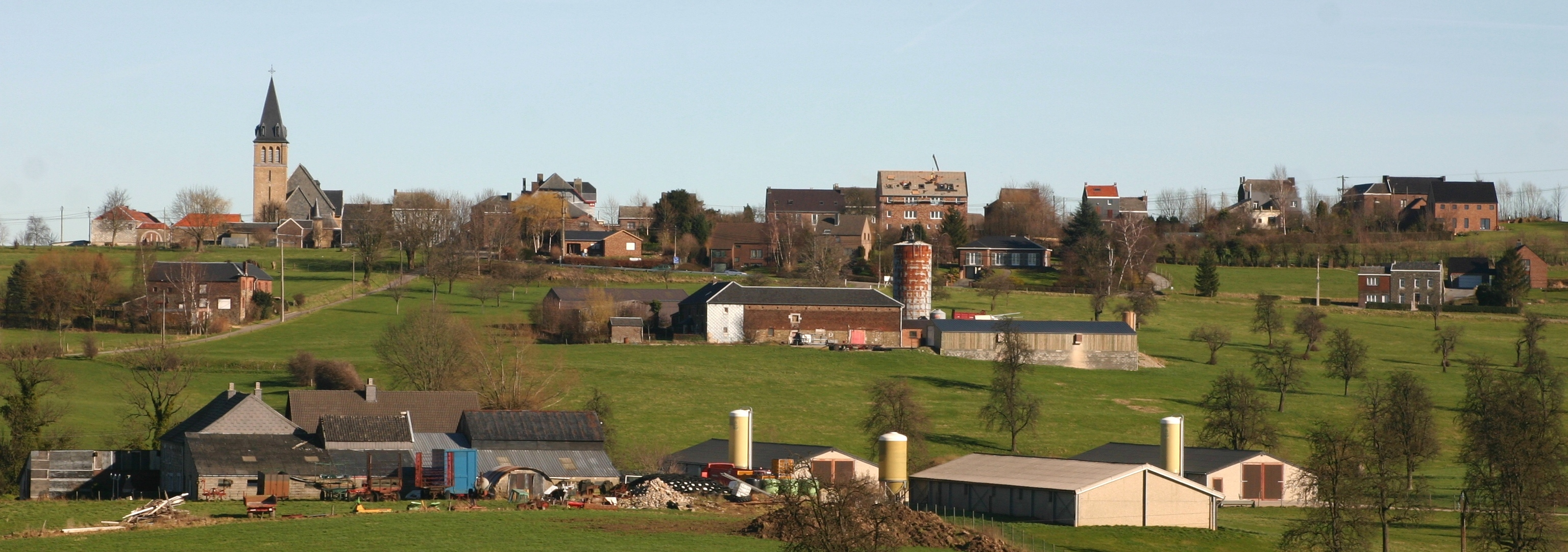
Le village vu depuis Mortier.

### Lieux-dits
Asse, Coronmeuse, La Heusière, Thier-Nagant, La Haye, Maigre Cense

## Évolution démographique
- Sources : INS, Rem. : 1831 jusqu'en 1970 = recensements, 1976 = nombre d'habitants au 31 décembre.

## Personnalité
- Jean Bolland (1596-1665), jésuite et hagiographe, fondateur de la société savante des Bollandistes, est né à Julémont. Son père en était le mayeur.[réf. nécessaire]